# ヘンリク5世ブジュハティ
ヘンリク5世ブジュハティ（ポーランド語：Henryk V Brzuchaty, ドイツ語：Heinrich V der Dicke, 1248年頃 - 1296年2月22日）は、ヤヴォル公（在位：1273年 - 1278年）、レグニツァ公（在位：1278年 - 1296年）、ヴロツワフ公（在位：1290年 - 1296年）。レグニツァ公ボレスワフ2世ロガトカの長男で、母はアンハルト伯ハインリヒ1世の娘ヘートヴィヒ。「太った」を意味するブジュハティ（Brzuchaty）の異称がある。

## 生涯
ヘンリク5世の幼年期についてはわずかなことしか分かっていない。若い頃、ヘンリクはプラハにあるボヘミア王オタカル2世の宮廷におり、ここで騎士として叙任された。
1273年、ヘンリク5世は父ボレスワフ2世からヤヴォル（ヤウアー）を独立公国として与えられた。4年後の1277年、ボレスワフ2世はローマ王ルドルフ1世の同盟者として、ボヘミア王の側に就いていた甥のヴロツワフ公ヘンリク4世を誘拐した。この暴挙にマウォポルスカの貴族とヘンリク4世の近隣諸公とボヘミア王オタカル2世は怒り、彼らはヘンリク4世の解放とボレスワフ2世懲罰のための遠征軍を組織した。この連合軍の指揮官はヴィエルコポルスカ公プシェミスウ2世とグウォグフ公ヘンリク3世であった。
両軍は4月24日にストレツ近郊のゾンプコヴィツェ・シロンスキェ（当時はフランケンシュタイン）で交戦したが（ストレツの戦い）、この戦闘は中世ポーランドにおいて最も血なまぐさい戦闘の一つとなった。戦闘中にボレスワフ2世は負けると思って逃亡したが、息子ヘンリクの奮戦のおかげで最終的に勝利し、プシェミスウ2世とヘンリク3世の2人を捕虜とすることができた。ヘンリクの活躍のおかげで、父とレグニツァ公家は破滅的な敗北をせずに済んだ。
1278年12月26日に父が死去すると、長男であるヘンリク5世がレグニツァ公の地位を相続した。その直後、ヘンリク5世は共同統治者である2人の弟に領地を分け与えた。ボルコ1世にはヤヴォルが、ベルナルトにはルヴヴェクが与えられた。ヘンリク5世はヘンリク4世解放に際して1277年に獲得したシロダ・シロンスカは自領として保持していた。
ヘンリク5世は父の時代から続くシロンスクの親族達との敵対関係を解消できなかった。1281年、ヘンリク5世は従弟のヘンリク4世の招きを受けてソンドヴェルでの会合に出席したが、これは誤算だった。ヘンリク4世はヘンリク5世と、かつての同盟者であるヴィエルコポルスカ公プシェミスウ2世及びグウォグフ公ヘンリク3世を捕え、彼らから政治的譲歩を引き出そうとした。ヘンリク5世はヘンリク4世をヴロツワフ公として正式に認めるだけで解放された。しかしヘンリク4世はヘンリク5世に対する覇権を長くは保つことが出来なかった。ヘンリク5世はヘンリク4世に対抗するため、ボヘミア王ヴァーツラフ2世と親密な関係を築き、自領を保障してもらったのである。
1290年6月23日、ヘンリク4世が32歳で急死した（毒殺と見られている）。遺言書はグウォグフ公ヘンリク3世を相続人に指名していた。しかしこの決定はグウォグフ公の残酷ぶりを恐れるヴロツワフの貴族や都市民による反対を受け、ヘンリク3世は町の権力者達に追い出され、都市民達は代わりにヘンリク5世を新しい君主に選んだ。しかし不満なヘンリク3世は遺産相続の履行を主張してヘンリク5世に戦いを挑み、両者は領土を奪い合って一進一退を繰り返した。
ところが1293年11月11日、ヘンリク5世は処刑したヴロツワフの貴族の遺児ルトカ・ズジェシツァに裏切りで捕えられ、身柄をヘンリク3世に引き渡され、半年近く投獄される憂き目を見た。ヘンリク5世はナムィスウフ、ビェルトゥフ、オレシニツァ、クルチュボルフ、ブィチナ、ヴォウチン、オレスノ、ホイヌフ、ボレスワヴィエツの町とそれぞれに付属する要塞を引き渡し、3万グジヴナの賠償金を支払い、以後5年間はグウォグフ公の行う全ての戦争に協力することを約束して、ようやく解放された。
ヘンリク5世がグウォグフで虜囚生活を送っていた間、領地は弟ボルコ1世が摂政として統治していた。既に1291年、ヘンリク5世はグウォグフ公との戦争に協力する代償として、シフィドニツァ、ジェンビツェ、ゾンプコヴィツェ及びスチェリンをこの弟に与えていた。
監禁状態の劣悪さ（鉄籠に閉じ込められていた）から、ヘンリク5世は解放後に病身になり、その状態が死ぬまで続いた。2度と健康を回復することはなく、本人も長く生きられないと悟っていたようである。自らの公国の将来を憂えて、ヘンリク5世は1294年にローマ教皇庁の庇護下に入った。ヘンリク5世は2年後の1296年2月に没し、ヴロツワフのクララ修道院に埋葬された。息子達はまだ全員幼児・乳児であり、ボルコ1世が甥達の後見人を務めた。

## 子女
1273年頃、ヴィエルコポルスカ公ボレスワフ・ポボジュヌィ（敬虔公）の長女エルジュビェタと結婚した。夫妻は8人の子女をもうけた。
1. ヤドヴィガ（1277年頃 - 1347年2月3日） - 1289年ないし1295年、ブランデンブルク＝ザルツヴェデル伯オットー（ブランデンブルク辺境伯オットー5世の息子）と結婚した。夫の死後、ヤドヴィガはヴロツワフの聖クララ修道院の修道女となった。
2. エウフェミア（1278年頃 - 1347年6月） - ケルンテン公オットー3世と結婚した。孫娘エリーザベトはシチリア王ピエトロ2世と結婚、この娘を通じてヘンリク5世はシチリア、アラゴン、カスティーリャの諸王の先祖の1人となった。
3. アンナ（1284年 - 1343年10月2日/3日） - ヴロツワフの聖クララ修道院の修道女
4. エルジュビェタ（1290年頃 - 1357年/1358年11月） - ヴロツワフの聖クララ修道院の修道女
5. ボレスワフ3世（1291年9月23日 - 1352年4月21日）
6. ヘレナ（1293年頃 - 1300年以後） - グニェズノの聖クララ修道院の修道女
7. ヘンリク6世（1294年3月18日 - 1335年11月24日）
8. ヴワディスワフ（父の死後に誕生、1296年6月6日 - 1352年以後の1月13日）